# Echinodon
 Echinodon  („Dornenzahn“) ist eine Gattung der Vogelbeckendinosaurier (Ornithischia), deren genaue systematische Stellung nicht geklärt ist. Echinodon wurde erstmals 1861 von Richard Owen beschrieben und von ihm zu den Echsen gestellt.
Die Fossilien stammen aus der Zeit der Wende vom Oberjura zur Unterkreide (Tithonium bis Berriasium) von England. Der zweibeinige Dinosaurier erreichte eine Länge von etwa 60 Zentimetern. Bislang wurden isolierte Schädelfragmente von drei Individuen gefunden, darunter auch Teile des Kiefers und Zähne. Anders als die meisten übrigen Ornithischier hatte Echinodon ein oder zwei Zähne im Oberkiefer, die ähnlich wie Eckzähne geformt (caniniform) waren.
Echinodon ist in der Forschungsgeschichte verschiedenen Dinosauriertaxa zugeordnet worden. So wurde er als Fabrosaurier oder als ursprünglicher Ornithischier beschrieben. Auf der Grundlage von nahe den Knochen gefundenen Hautknochen wurde er auch für einen Vertreter von ursprünglichen Thyreophora (eine Gruppe gepanzerter Ornithischier) gehalten, die Elemente wurden jedoch später als Osteodermen einer Schildkröte erkannt. Die von Paul C. Sereno 1991 vorgenommene Klassifikation von Echinodon als Heterodontosauride war umstritten, doch wurde sie 2002 – wenn auch mit anderer Begründung – von Norman und Barret in einer gemeinsamen Arbeit bestätigt. Falls sich diese Auffassung bestätigt, wäre diese Gattung beträchtlich jünger als andere Heterodontosauridae.

## Literatur

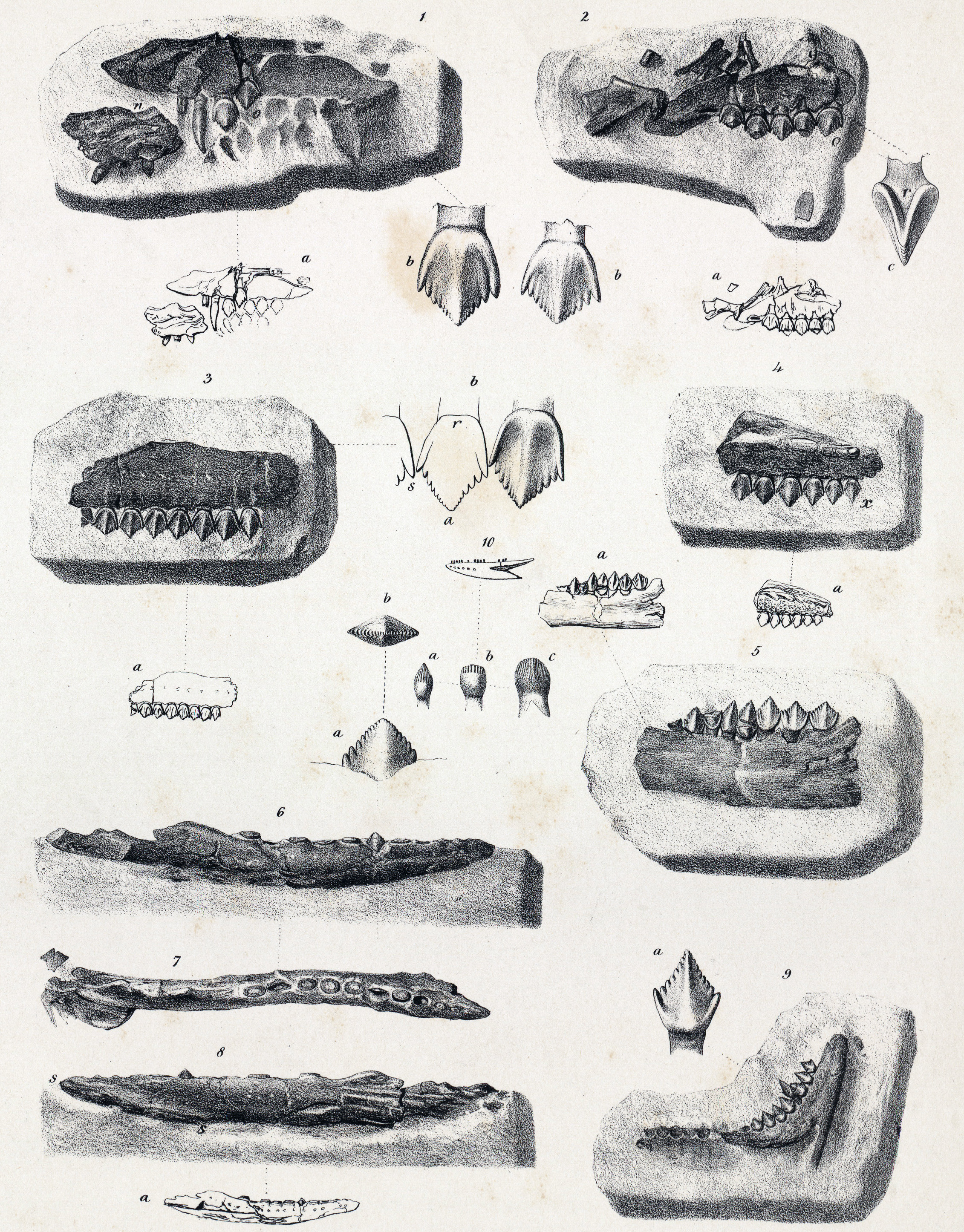
Kieferteile und Zähne von Echinodon, gesammelt von Samuel Beckles auf Purbeck in Dorset (Ausschnitt einer Lithografie)